# 岡山縣立倉敷工業高等學校
岡山縣立倉敷工業高等學校是位於日本岡山縣倉敷市的公立高等學校。
該校棒球部在1950年代至1970年代之間曾是岡山縣的常勝球隊，與岡山縣立岡山東商業高等學校幾乎一同稱霸岡山縣，在春季甲子園和夏季甲子園合計的參賽次數也已超過20次。

## 歷史
倉敷工最初為1939年成立的實業學校「岡山縣倉敷工業學校」，1948年配合日本的學制改革成為「岡山縣立倉敷工業高等學校」。